# Pterella secunda
Pterella secunda är en tvåvingeart som först beskrevs av Boris Borisovitsch Rohdendorf 1935.  Pterella secunda ingår i släktet Pterella och familjen köttflugor.
Artens utbredningsområde är Uzbekistan. Inga underarter finns listade i Catalogue of Life.